# Vriesea noblickii
Vriesea noblickii är en gräsväxtart som beskrevs av Gustavo Martinelli och Elton Martinez Carvalho Leme. Vriesea noblickii ingår i släktet Vriesea och familjen Bromeliaceae. Inga underarter finns listade i Catalogue of Life.